# その女諜報員 アレックス
『その女諜報員 アレックス』（そのおんなちょうほういんアレックス、Momentum）は、2015年のアメリカ合衆国のアクション、クライム映画。オルガ・キュリレンコ主演。

## ストーリー
南アフリカ、ケープタウン。
元CIAの諜報員だったアレックスは、かつての恋人フラーに誘われ、銀行強盗チームに加わる。計画は順調に進み首尾よくダイヤを盗んだが、メンバーと意見の不一致で喧嘩をし、そのやり取りから顔をさらすことになってしまう。そのメンバーを射殺したアレックスは、証拠品を爆破し、フラーと行動を共にする。
その晩、フラーは今回のヤマを依頼した人物と会うため、面会場所のホテルへ向かうが、そこに襲撃者が現れる。フラーは隠れるものの、プロの襲撃者に拉致され拷問を受ける。襲撃者はダイヤと一緒に盗んだUSBメモリの所在を聞き出そうとする。フラーは拷問の末殺されるが、アレックスの名は口にしなかった。
襲撃者たちは、リーダーのワシントンはじめ、クリントン、ジェファーソンなどと、歴代大統領の名前などをコードネームに使用していた。アレックスは襲撃者たちの隙をついて逃げようとするが、姿を見られてしまう。
襲撃者たちがフラーの妻子を狙っていることを知り、アレックスは自分を毛嫌いしているフラーの妻、ペニーの元へバイクで駆けつける。襲撃者たちは上院議員の指示で行動しており、アレックスの過去も調べ上げていた。殺人を意に介さない襲撃者たちから、フラーの妻子を守るため、アレックスはたった一人で立ち向かう。

## キャスト
※括弧内は日本語吹替
- アレックス・ファラデー - オルガ・キュリレンコ（小松由佳）

元CIAの諜報員。気の強い性格。凄腕の開錠技術を持つ。元は赤毛に青い瞳だったが銀行強盗後は髪を染めてカラーコンタクトに変えている。
- ワシントン - ジェームズ・ピュアフォイ（木下浩之）

上院議員に雇われた男性。
- 上院議員 - モーガン・フリーマン（坂口芳貞）
- ペニー・フラー - リー＝アン・サマーズ（森千晃）

ケヴィンの妻。アレックスに対しては夫の元恋人ということもあり、好きではなく、電話の相手が彼女と知ったら、すぐに電話を切った。
- ケヴィン・フラー - コリン・モス（祐仙勇）

アレックスの元恋人。犯罪者だが、愛する人間に対する情は深く、悲惨な拷問を受けても、アレックスのことは吐かなかった。
- クリントン - シェリー・ニコール
- ジェファーソン - リチャード・ロシアン
- マディソン - フロムラ・ダンダーラ（英語版）
- モンロー - グレッグ・クリーク
- ダグ・マッカーサー - カール・タニング（英語版）
- その他の日本語吹き替え - 竹内栄治/竹内恵美子/品田美穂/木島隆一/宮本淳/内野孝聡

## スタッフ
- 監督：スティーブン・カンパネッリ（英語版）
- 脚本：アダム・マーカス、デブラ・サリヴァン
- 製作：アントン・エルンスト、ドナルド・A・バートン、メシャック・モロプ
- 製作総指揮：ポール・シフ、タイ・ダンカン：ポール・ラレイ
- 音楽：ロラン・エケン
- 撮影：グレン・マクファーソン
- 編集：ドゥービー・ホワイト

## 製作
監督は、クリント・イーストウッドの下で、『マディソン郡の橋』『アメリカン・スナイパー 』などのカメラオペレーターを務めたスティーブン・カンパネッリが行い、監督デビューを果たした。
主演のオルガ・キュリレンコは、『007 慰めの報酬』でボンドガールに抜擢され、『陰謀のスプレマシー』『スパイ・レジェンド』などのスパイ映画に出演しており、本作では華麗なアクションを披露している。
原題の"Momentum"は、「運動量」を表す。作中の舞台となった南アフリカのケープタウンでロケが行われた。